# Sergei Ivanovich Tomkeieff
Sergei Ivanovich Tomkeieff (1892 - 1968) est un géologue et pétrologue lituanien du XXe siècle qui remporte la médaille Lyell de la Société géologique de Londres en 1966.

## Biographie
Il est né le 20 octobre 1892 à Vilnius, la capitale de la Lituanie. Il arrive en Grande-Bretagne pendant ou juste après la Première Guerre mondiale. Il commence à donner des cours de géologie au Anderson College de Newcastle upon Tyne en 1920.
En 1948, il est élu Fellow de la Royal Society of Edinburgh avec comme proposants Arthur Holmes, James Ernest Richey, Sir Edward Battersby Bailey, Heslop Harrison, George Walter Tyrrell, John Weir et HB Donald.
En 1957, il devient professeur de pétrologie à l'Anderson College.
Il est décédé le 27 octobre 1968 à Newcastle à l'âge de 76 ans. Il est incinéré et ses cendres sont dispersées dans le jardin du souvenir du crématorium de West Road.
En 1931, il épouse Olive Gower Farmer, fille d'Amos Farmer.

## Ouvrages
- The Tholeite Dyke at Cowgate (1953)
- Coals, Bitumens and other Related Fossil Carbonaceous Substances (1954)
- Isle of Arran (1961)
- The Economic Geology of Quarried Materials (1969)
- Dictionary of Petrology (1983) (posthume)